# Veronika Schmidt
Veronika Schmidt, född Veronika Hesse 24 augusti 1952, är en längdskidåkare som tävlade för det tidigare Östtyskland under 1970- och 80-talen. Hon ingick i det östtyska stafettlag som vid olympiska vinterspelen vann guld i Lake Placid 1980 och brons i Innsbruck 1976.
Schmidt vann också flera världsmästerskapsmedaljer, som guld på 20 kilometer i Falun 1980, samt ingick i Östtysklands stafettlag som tog silver på 4 x 5 kilometer i Falun 1974 och brons i Oslo 1982.